# Amtsgericht Nabburg
Das Amtsgericht Nabburg war ein von 1879 bis 1973 bestehendes bayerisches Gericht der ordentlichen Gerichtsbarkeit mit Sitz in der Stadt Nabburg in Bayern. Die 1973 gebildete Zweigstelle Nabburg des Amtsgerichts Schwandorf wurde 2005 aufgelöst.

## Geschichte
Im Jahre 1803 wurde im Verlauf der Verwaltungsneugliederung Bayerns das Landgericht Nabburg errichtet. Das Bezirksamt Nabburg wurde 1862 aus dem Landgericht älterer Ordnung Nabburg gebildet. Das Landgericht blieb als Gerichtsbehörde bestehen und wurde mit der Einführung des Gerichtsverfassungsgesetzes 1879 in das Amtsgericht Nabburg umgebildet. Nach der Auflösung des Landkreises Nabburg wurde das Amtsgericht in Nabburg am 1. Juli 1973 Zweigstelle des Amtsgerichts Schwandorf. Diese wurde Ende September 2005 aufgelöst.